# Flabellomorphus longus
Flabellomorphus longus är en skalbaggsart som beskrevs av Maria Helena M. Galileo och Martins 1990. Flabellomorphus longus ingår i släktet Flabellomorphus och familjen långhorningar. Inga underarter finns listade i Catalogue of Life.